# Grote Scheldeprijs 1992
Il Grote Scheldeprijs 1992, settantottesima edizione della corsa, si svolse il 22 aprile per un percorso di 240 km, con partenza ed arrivo a Schoten. Fu vinto dal belga Wilfried Nelissen della squadra Panasonic-Sportlife davanti al connazionale Johan Museeuw e all'olandese Michel Cornelisse.

## Ordine d'arrivo (Top 10)
| Pos. | Corridore               | Squadra                       | Tempo    |
| ---- | ----------------------- | ----------------------------- | -------- |
| 1    | Wilfried Nelissen       | Panasonic-Sportlife           | 4h42'00" |
| 2    | Johan Museeuw           | Lotto                         | s.t.     |
| 3    | Michel Cornelisse       | La William-Duvel              | s.t.     |
| 4    | Jean-Pierre Heynderickx | Collstrop- Garden Wood-Histor | s.t.     |
| 5    | Johan Capiot            | TVM-Sanyo                     | s.t.     |
| 6    | Étienne De Wilde        | Telekom                       | s.t.     |
| 7    | Giovanni Fidanza        | Gatorade                      | s.t.     |
| 8    | Wiebren Veenstra        | Buckler                       | s.t.     |
| 9    | Benny Van Brabant       | La William-Duvel              | s.t.     |
| 10   | Alain Van Den Bossche   | TVM-Sanyo                     | s.t.     |